# Écoche
Écoche là một xã trong tỉnh Loire miền trung nước Pháp.